# Bloodiella carbonelli
Bloodiella carbonelli är en stekelart som beskrevs av De Santis 1970. Bloodiella carbonelli ingår i släktet Bloodiella och familjen hårstrimsteklar.
Artens utbredningsområde är Uruguay. Inga underarter finns listade.